# Liste der Biografien/Harp
Liste der Biografien |
Portal Biografien |
Personensuche
# |
A |
B |
C |
D |
E |
F |
G |
H |
I |
J |
K |
L |
M |
N |
O |
P |
Q |
R |
S |
T |
U |
V |
W |
X |
Y |
Z |
?
 
Ha |
Hd |
He |
Hi |
Hj |
Hk |
Hl |
Hm |
Hn |
Ho |
Hr |
Hs |
Ht |
Hu |
Hv |
Hw |
Hy
 
Haa |
Hab |
Hac |
Had |
Hae–Haf |
Hag |
Hah |
Hai |
Haj |
Hak |
Hal |
Ham |
Han |
Hao |
Hap |
Haq |
Har |
Has |
Hat |
Hau |
Hav |
Haw |
Hax |
Hay |
Haz
 
Hara |
Harb |
Harc |
Hard |
Hare |
Harf |
Harg |
Harh |
Hari |
Harj |
Hark |
Harl |
Harm |
Harn |
Haro |
Harp |
Harr |
Hars |
Hart |
Haru |
Harv |
Harw |
Harx |
Hary |
Harz
Die Liste der Biografien führt alle Personen auf, die in der deutschsprachigen Wikipedia einen Artikel haben. Dieses ist eine Teilliste mit 145 Einträgen von Personen, deren Namen mit den Buchstaben „Harp“ beginnt.

## Harp
- Harp Helú, Alfredo (* 1944), mexikanischer Unternehmer
- Harp, Susana (* 1968), mexikanische Sängerin und Politikerin

### Harpa
- Harpa María Friðgeirsdóttir (* 2000), isländische Handballspielerin und Skirennläuferin
- Harpa Þorsteinsdóttir (* 1986), isländische Fußballspielerin
- Harpagos, medischer Adeliger
- Harpagos, persischer Feldherr
- Harpain, Philipp (* 1966), Theaterpädagoge, Projektentwickler und Regisseur
- Harpalos, griechischer Astronom
- Harpalos († 323 v. Chr.), Schatzmeister Alexanders des Großen
- Harpaz, Alona (* 1971), israelische Künstlerin
- Harpaz, Udi (* 1952), israelischer Komponist

### Harpe
- Harpe, Daryl (* 1966), kanadischer Eishockeyspieler
- Harpe, Josef (1887–1968), deutscher Generaloberst im Zweiten WeltkriegJosef Harpe (1887–1968)

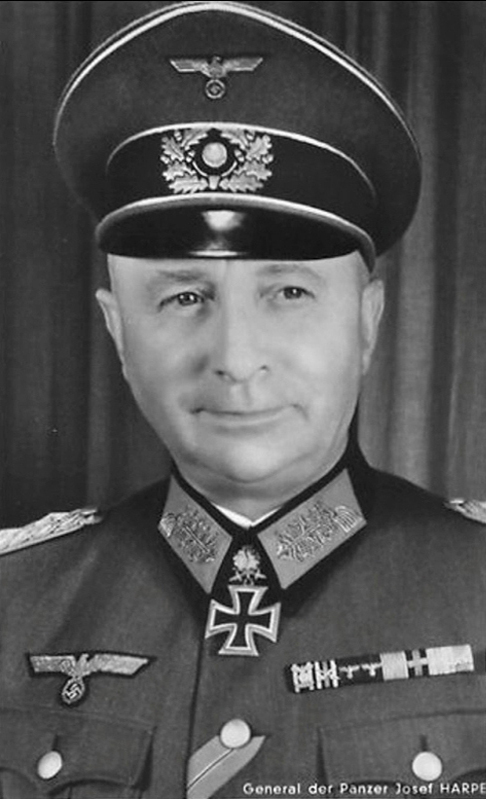
Josef Harpe (1887–1968)

- Harpe, Paul (1902–1983), deutscher Politiker (NSDAP), MdR
- Harpen, Constanze (* 1947), deutsche Schauspielerin und Synchronsprecherin
- Harpen, Eric van (* 1944), niederländischer Tennistrainer
- Harper, Adam, britischer Mathematiker
- Harper, Adolf Friedrich (1725–1806), deutscher Landschaftsmaler
- Harper, Alan (* 1960), englischer Fußballspieler
- Harper, Alexander (1786–1860), US-amerikanischer Politiker
- Harper, Alvin (* 1968), US-amerikanischer American-Football-Spieler
- Harper, Andrew († 1790), englischer Mediziner
- Harper, Arthur (1939–2004), US-amerikanischer Jazzmusiker (Bass)
- Harper, Arthur Cyprian (1866–1948), US-amerikanischer Politiker
- Harper, Arthur Paul (1865–1955), neuseeländischer Jurist, Bergsteiger, Geodät und Naturschützer
- Harper, Bastian (* 1973), deutscher Musiker, Songwriter und Sänger
- Harper, Ben (* 1969), US-amerikanischer Musiker und KomponistBen Harper (* 1969)

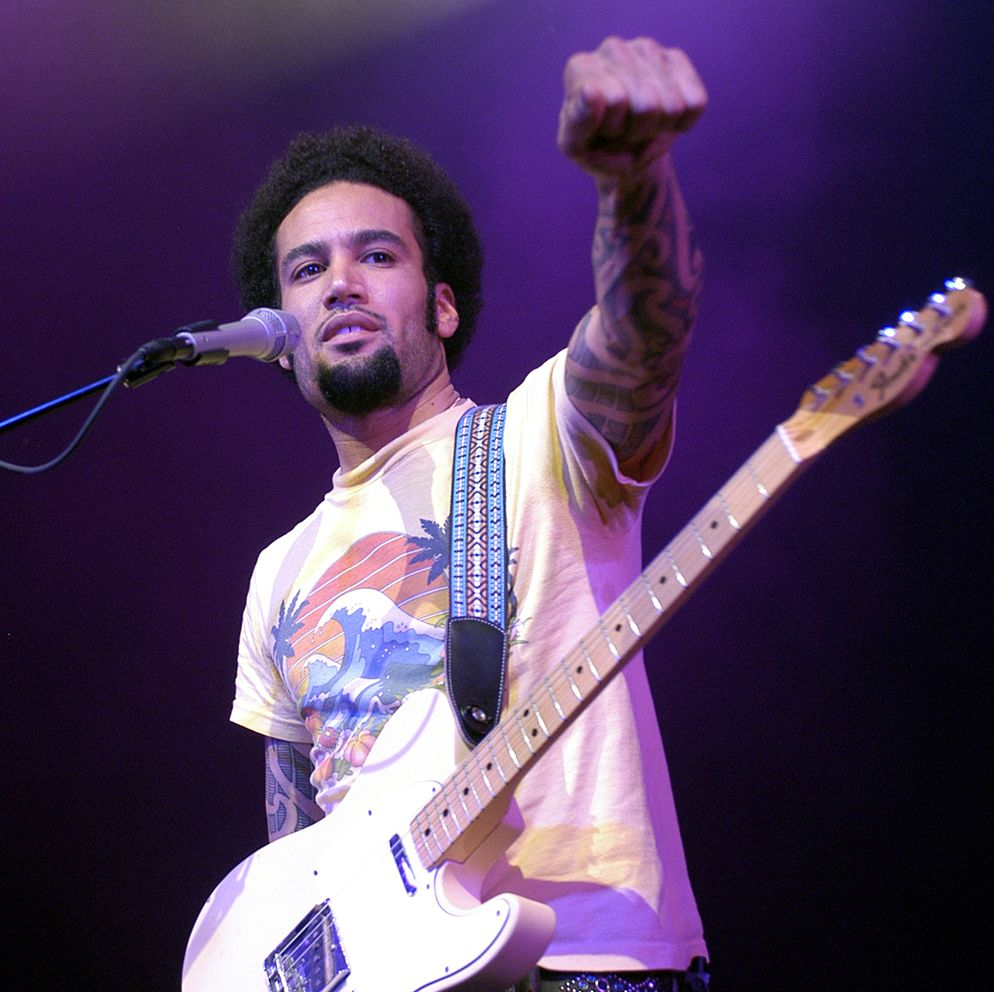
Ben Harper (* 1969)

- Harper, Beverley (1941–2002), australische Schriftstellerin
- Harper, Billy (* 1943), US-amerikanischer Jazz-Saxophonist
- Harper, Blake (* 1968), kanadischer Pornodarsteller
- Harper, Bob, australischer Badmintonspieler
- Harper, Brian (* 1985), US-amerikanischer Basketballspieler
- Harper, Buddy, US-amerikanischer Jazzgitarrist, Arrangeur und Musikproduzent
- Harper, Cameron (* 2001), US-amerikanischer Fußballspieler
- Harper, Charlie (* 1944), britischer Punk-Musiker
- Harper, Chris (* 1994), australischer Radrennfahrer
- Harper, Cleeve (* 2000), kanadischer Tennisspieler
- Harper, David W. (* 1961), US-amerikanischer Schauspieler
- Harper, Derek (* 1961), US-amerikanischer Basketballspieler
- Harper, Dillion (* 1991), US-amerikanische Pornodarstellerin und NacktmodelDillion Harper (* 1991)

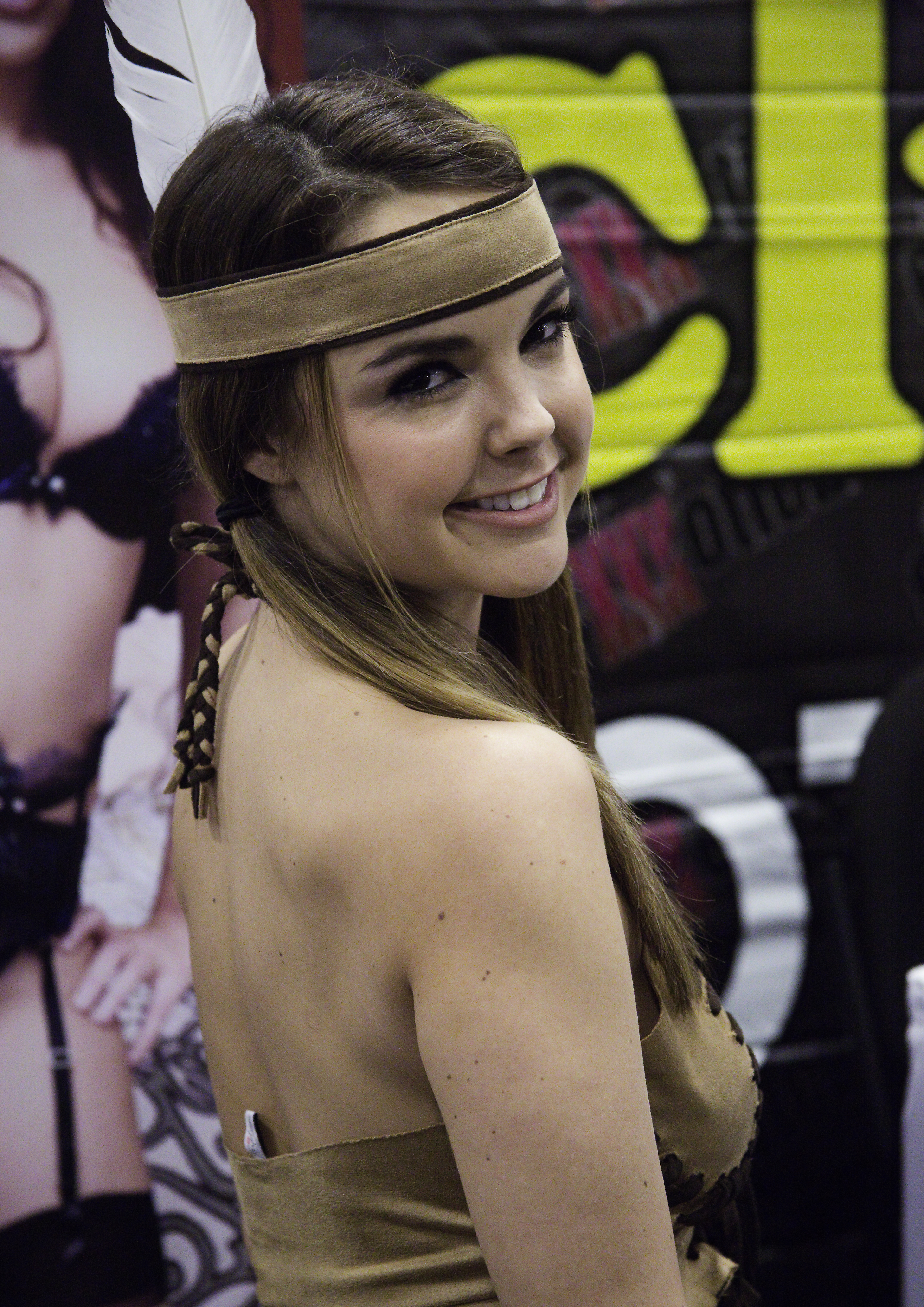
Dillion Harper (* 1991)

- Harper, Donald (1932–2017), US-amerikanischer Trampolinturner und Wasserspringer
- Harper, Dylan (* 2006), US-amerikanischer Basketballspieler
- Harper, Edward John (1910–1990), US-amerikanischer Ordensgeistlicher, römisch-katholischer Bischof von Saint Thomas
- Harper, Ella (1870–1921), US-amerikanische Zirkusdarstellerin
- Harper, Erastus (1854–1927), US-amerikanischer Politiker
- Harper, Ernie (1902–1979), britischer Langstreckenläufer
- Harper, Fletcher (1806–1877), US-amerikanischer Verleger
- Harper, Frances (1825–1911), amerikanische Dichterin
- Harper, Francis (1886–1972), US-amerikanischer Biologe
- Harper, Francis Jacob (1800–1837), US-amerikanischer Politiker
- Harper, Frank (* 1962), britischer Schauspieler und Regisseur
- Harper, George Montague (1865–1922), britischer Brigade-, Divisions- und Korpskommandeur im Ersten Weltkrieg
- Harper, Gregg (* 1956), US-amerikanischer Politiker
- Harper, Hannah (* 1982), britische Schauspielerin, Pornodarstellerin, Filmregisseurin und Filmproduzentin
- Harper, Heather (1930–2019), britische Opernsängerin (Sopran)
- Harper, Herbie (1920–2012), amerikanischer Jazz-Posaunist
- Harper, Hill (* 1966), US-amerikanischer SchauspielerHill Harper (* 1966)

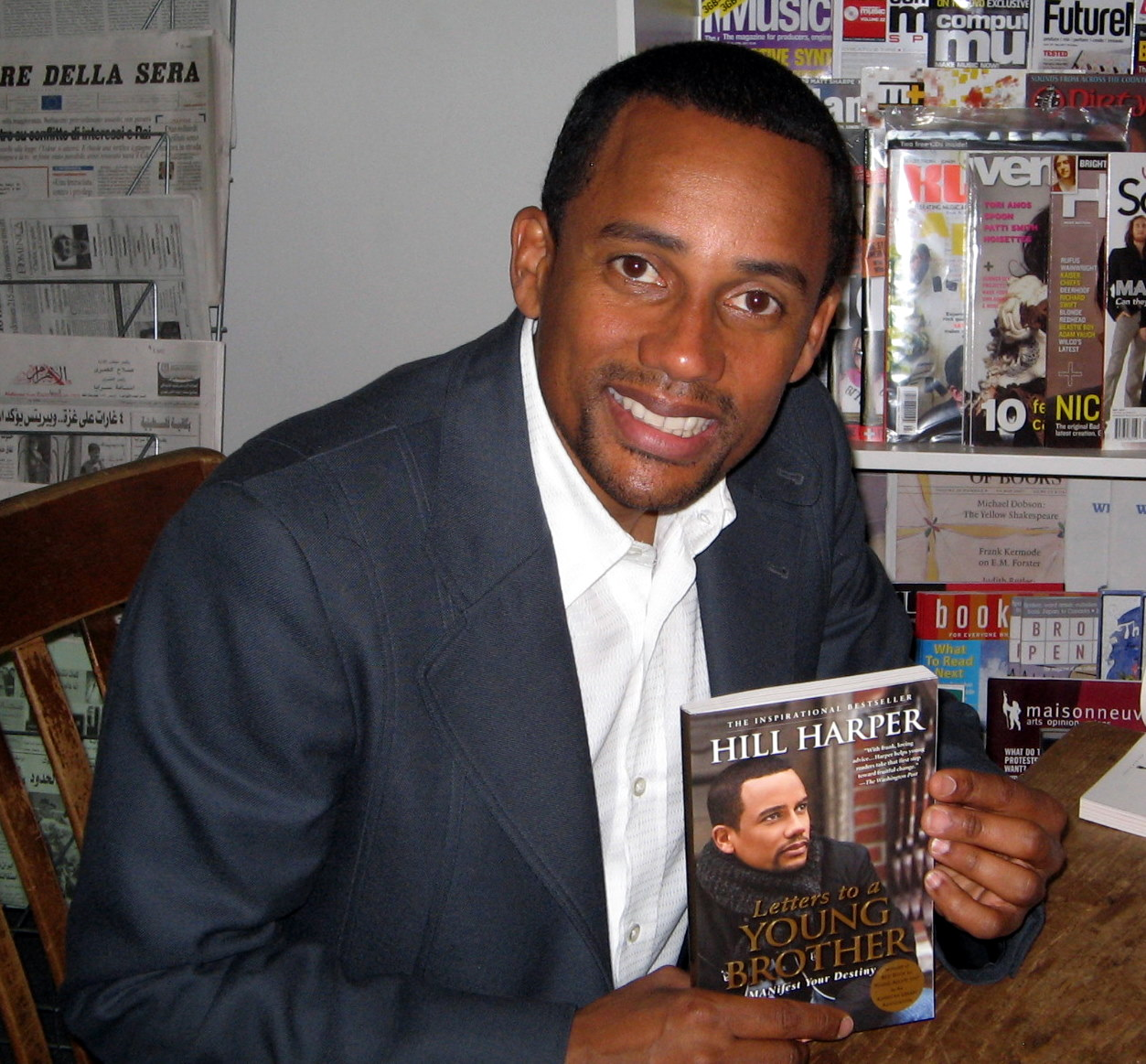
Hill Harper (* 1966)

- Harper, Ida Husted (1851–1931), US-amerikanische Autorin und Frauenrechtlerin
- Harper, Jacey (* 1980), Leichtathlet aus Trinidad und Tobago
- Harper, James (1780–1873), US-amerikanischer Politiker
- Harper, James (1795–1869), US-amerikanischer Verleger und Politiker
- Harper, James C. (1819–1890), US-amerikanischer Politiker
- Harper, Jessica (* 1949), US-amerikanische Schauspielerin, Sängerin und Autorin
- Harper, Joe (* 1948), schottischer Fußballspieler
- Harper, Johann (1688–1746), schwedischer Miniaturenmaler, preußischer Kabinettmaler
- Harper, John (* 1937), britischer Ingenieur
- Harper, John Adams (1779–1816), US-amerikanischer Politiker
- Harper, John L. (1925–2009), britischer Biologe
- Harper, Jordan (* 1976), US-amerikanischer Schriftsteller
- Harper, Joseph M. (1787–1865), US-amerikanischer Politiker
- Harper, Kyle (* 1979), US-amerikanischer Althistoriker, Autor und Hochschullehrer
- Harper, Kyra, kanadische Schauspielerin in Film, Fernsehen und Theater
- Harper, Lee (1945–2010), US-amerikanischer Jazzmusiker
- Harper, Leonard († 1915), neuseeländischer Politiker, Entdecker und Anwalt
- Harper, Mark (* 1970), britischer Politiker (Conservative Party), Mitglied des House of Commons und Verkehrsminister
- Harper, Martha Matilda (1857–1950), US-amerikanische Kosmetikunternehmerin, Pionierin der Haarpflege
- Harper, Mary (1965–2011), US-amerikanische Schauspielerin
- Harper, Mary Starke (1919–2006), US-amerikanische Pflegeforscherin und -wissenschaftlerin
- Harper, Patrick (* 2000), australischer Tennisspieler
- Harper, Peanut (* 1960), US-amerikanische Tennisspielerin
- Harper, Peter S. (1939–2021), britischer Genetiker
- Harper, Philip (* 1965), US-amerikanischer Jazz-Trompeter
- Harper, Richard (* 1949), US-amerikanischer Jazzmusiker, Arrangeur und Hochschullehrer
- Harper, Robert A. (1862–1946), US-amerikanischer Botaniker
- Harper, Robert Goodloe (1765–1825), US-amerikanischer Politiker
- Harper, Robin (* 1940), schottischer Politiker (Scottish Green Party)
- Harper, Roland (1907–1989), britischer Hürdenläufer
- Harper, Roman (* 1982), US-amerikanischer American-Football-Spieler
- Harper, Ron (1933–2024), US-amerikanischer Schauspieler
- Harper, Ron (* 1964), US-amerikanischer BasketballspielerRon Harper (* 1964)

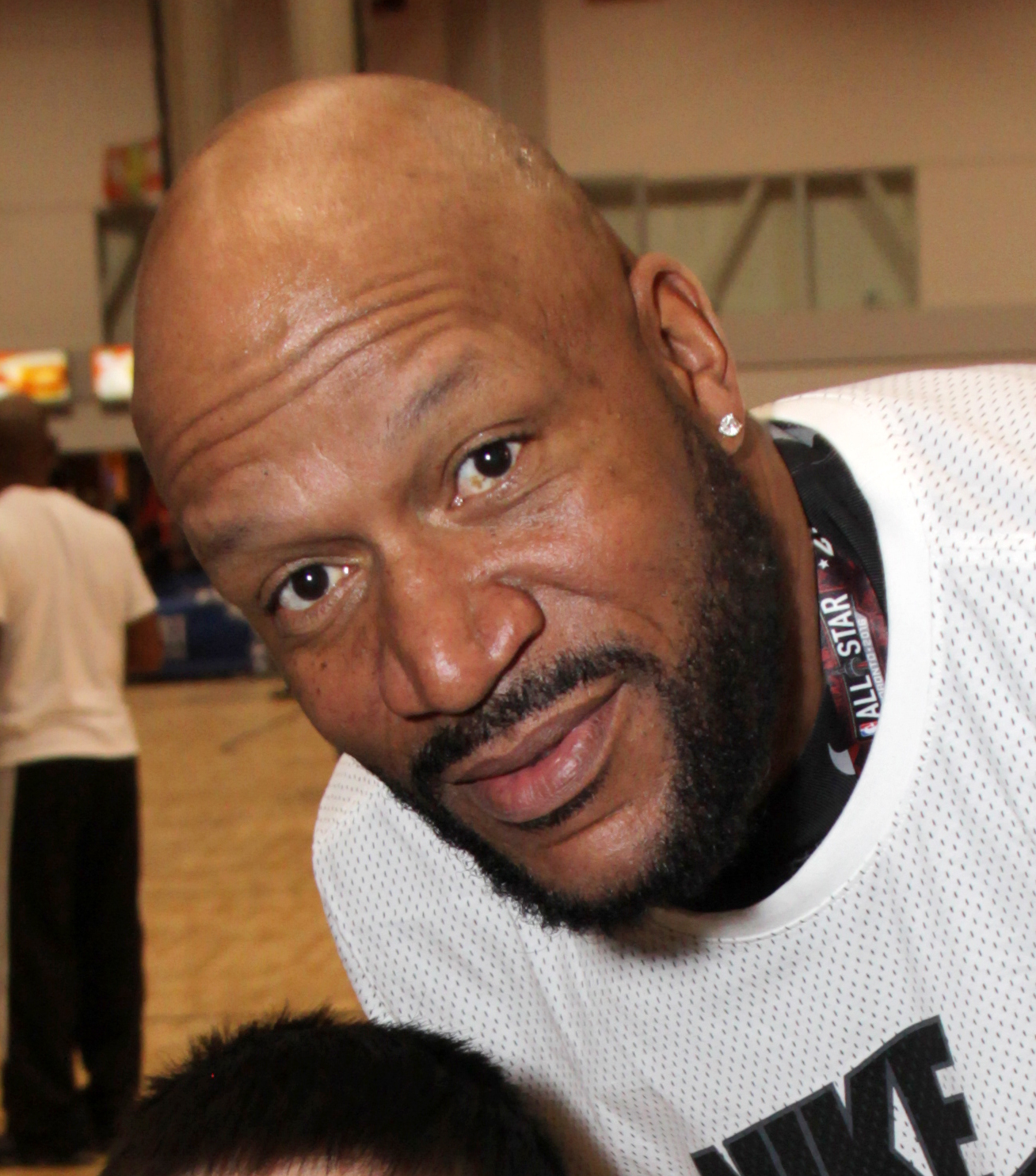
Ron Harper (* 1964)

- Harper, Roy (* 1941), britischer Musiker
- Harper, Shane (* 1989), US-amerikanischer Eishockeyspieler
- Harper, Shane (* 1993), US-amerikanischer Schauspieler und Sänger
- Harper, Stephen (* 1959), kanadischer Politiker
- Harper, Steve (* 1975), englischer Fußballtorhüter
- Harper, Sylvia Lance (1895–1982), australische Tennisspielerin
- Harper, Ted (1901–1959), englischer Fußballspieler
- Harper, Terry (* 1940), kanadischer Eishockeyspieler
- Harper, Tess (* 1950), US-amerikanische Schauspielerin
- Harper, Toni (1937–2023), US-amerikanische Jazz- und Popsängerin
- Harper, Valerie (1939–2019), US-amerikanische Schauspielerin
- Harper, Wilhelmina (1884–1973), US-amerikanische Herausgeberin und Bibliothekarin
- Harper, William (1790–1847), US-amerikanischer Politiker
- Harper, William Jackson (* 1980), US-amerikanischer SchauspielerWilliam Jackson Harper (* 1980)

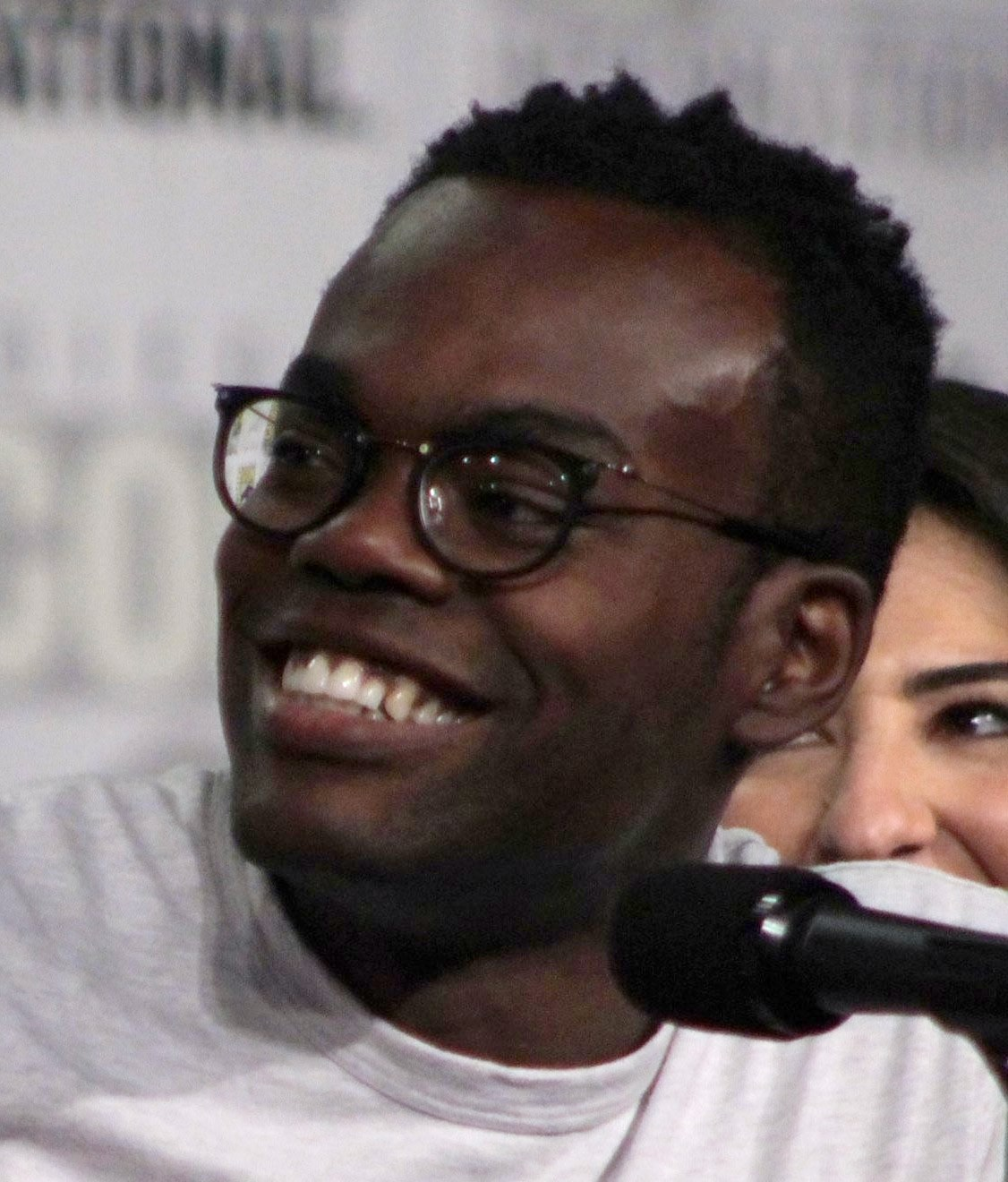
William Jackson Harper (* 1980)

- Harper, William Rainey (1856–1906), US-amerikanischer Hochschullehrer, erster Präsident der University of Chicago
- Harper, Winard (* 1962), US-amerikanischer Jazz-Schlagzeuger und Bandleader
- Harper, Yasmin (* 2000), britische Wasserspringerin
- Harper-Nelson, Dawn (* 1984), US-amerikanische Hürdenläuferin und Olympiasiegerin
- Harperath, Bernhard Wilhelm (1802–1864), deutscher Architekt und kommunaler Baubeamter, Stadtbaumeister in Köln
- Harpers, Gerhard (1928–2016), deutscher Fußballspieler

### Harpf
- Harpf, Adolf (1857–1927), österreichischer Journalist, Buchhändler, Herausgeber und Schriftsteller
- Harpf, August (1861–1925), österreichischer Chemiker und Hochschullehrer
- Harpf, Martha (1874–1942), deutsche Kauffrau und Politikerin (DDP, SPD), MdPl
- Härpfer, Susanne (* 1964), deutsche Journalistin

### Harph
- Harpham, Kevin, US-amerikanischer Rechtsextremist

### Harpi
- Harpignies, Henri (1819–1916), französischer Landschafts- und Genremaler
- Harpigny, Guy (* 1948), belgischer Geistlicher, Bischof von Tournai

### Harpm
- Harpman, Jacqueline (1929–2012), belgische Schriftstellerin französischer Sprache

### Harpn
- Harpner, Gustav (1864–1924), österreichischer Rechtsanwalt

### Harpo
- Harpo (* 1950), schwedischer PopsängerHarpo (* 1950)

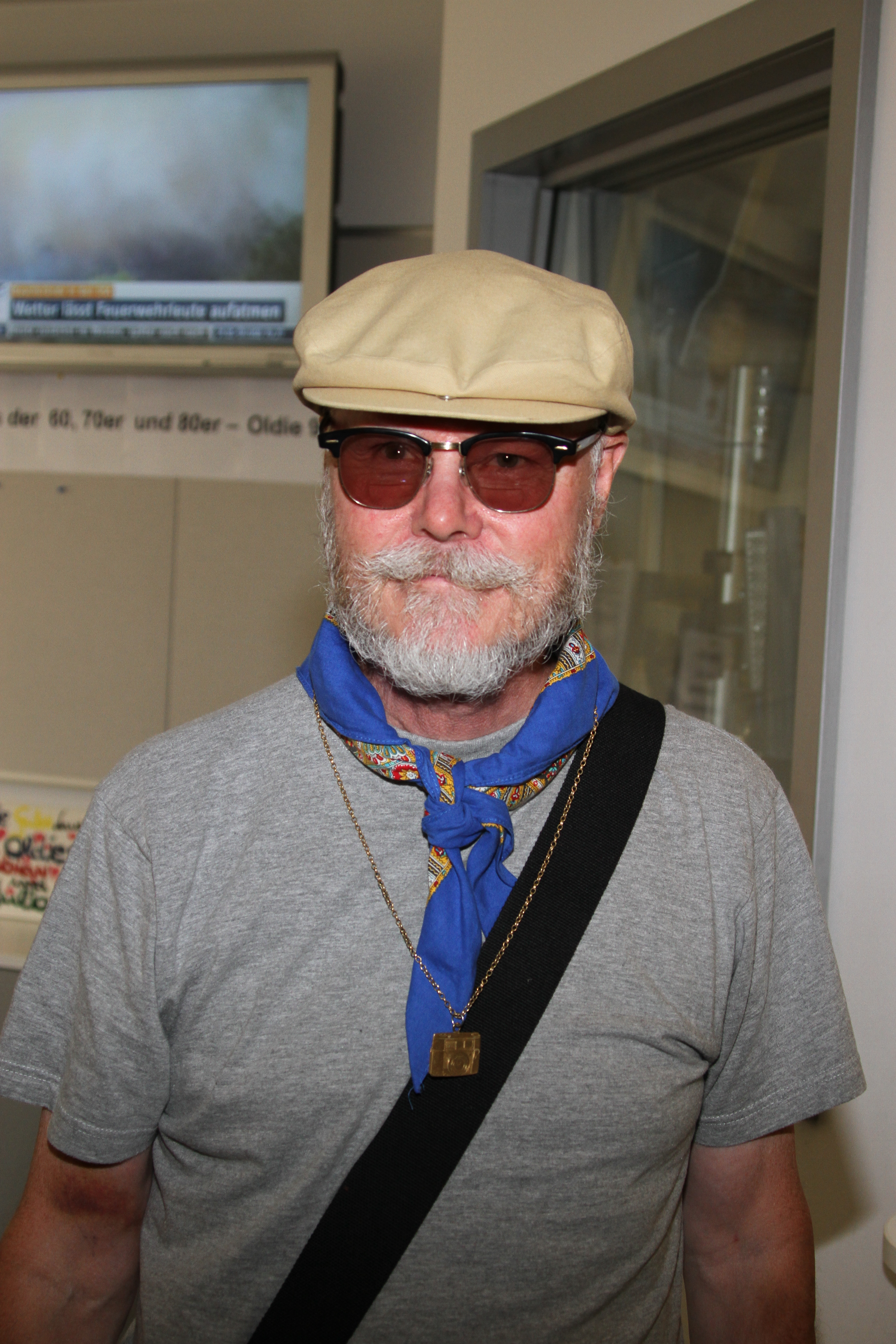
Harpo (* 1950)

- Harpo, Slim (1924–1970), US-amerikanischer Blues-Musiker
- Harpokration von Argos, griechischer Platoniker
- Harpokration, Valerius, alexandrinischer Grammatiker der Kaiserzeit
- Harpon, Mickaël (1974–2019), Opfer des Anschlag auf die Polizeipräfektur von Paris 2019

### Harpp
- Harpprecht, Christian Ferdinand (1718–1758), deutscher Rechtswissenschaftler
- Harpprecht, Christoph (1888–1966), deutscher Theologe
- Harpprecht, Christoph Friedrich (1700–1774), deutscher Rechtswissenschaftler
- Harpprecht, Ferdinand Christoph (1650–1714), deutscher Rechtswissenschaftler
- Harpprecht, Georg Friedrich (1676–1754), deutscher Rechtswissenschaftler
- Harpprecht, Heinrich von (1801–1859), deutscher Richter in Württemberg
- Harpprecht, Joachim (* 1953), deutscher Bootsdesigner und Segler
- Harpprecht, Johann Heinrich von (1702–1783), deutscher Jurist
- Harpprecht, Johannes (I) (1560–1639), württembergischer Rechtswissenschaftler
- Harpprecht, Johannes (II) (1693–1750), württembergischer Jurist und Bürgermeister von Tübingen
- Harpprecht, Klaus (1927–2016), deutscher Journalist, Publizist und BuchautorKlaus Harpprecht (1927–2016)

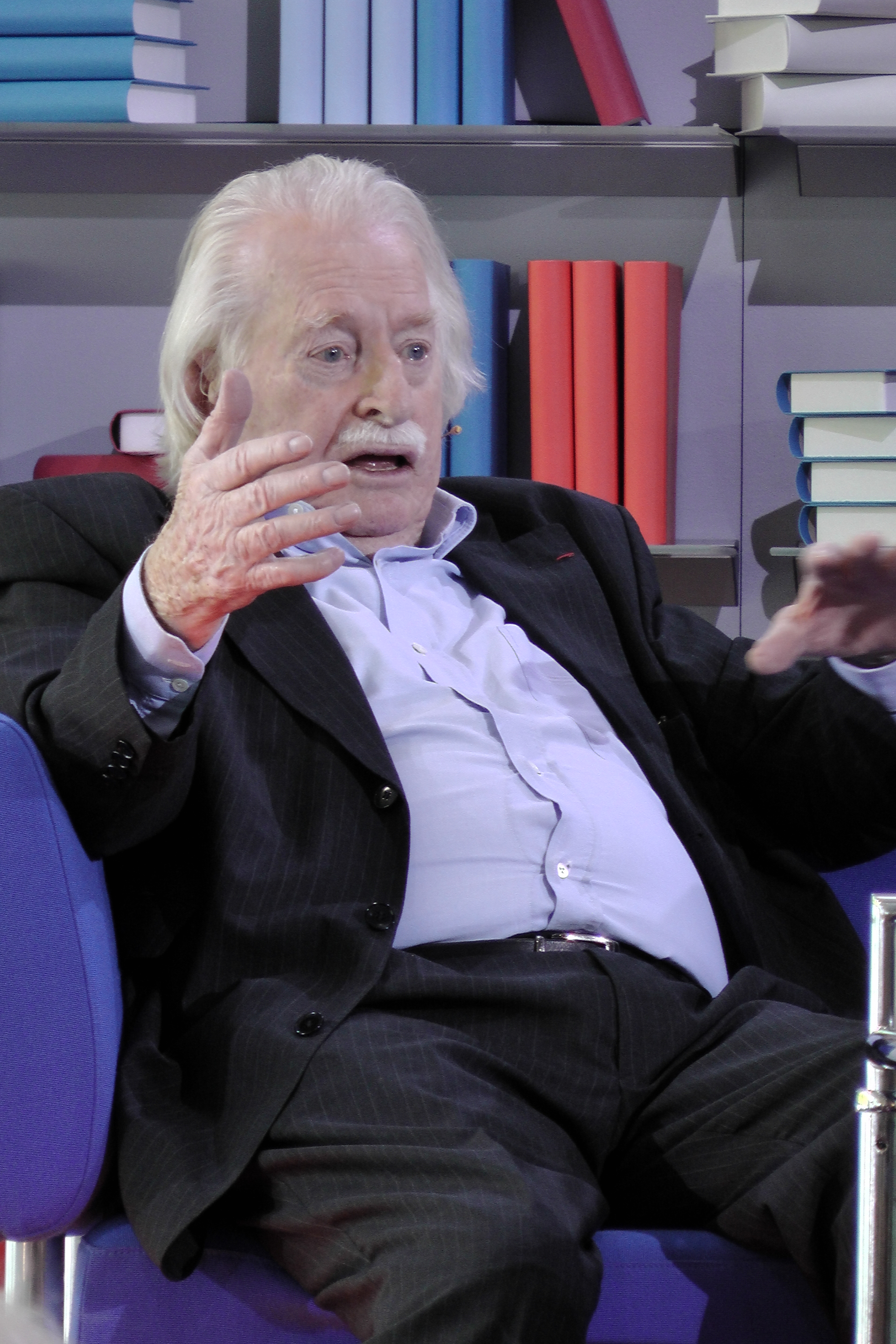
Klaus Harpprecht (1927–2016)

- Harpprecht, Mauritius David (1664–1712), deutscher Rechtswissenschaftler
- Harpprecht, Theodor (1841–1885), deutscher Alpinist
- Harpprechtstein, Stephan Christoph Harpprecht von (1676–1735), deutscher Rechtswissenschaftler

### Harpr
- Harprath, Ulrich (1962–2010), deutscher Journalist und Autor
- Harprecht, Bruno (1875–1948), deutscher Schauspieler, Theaterregisseur und Operettensänger
- Harprecht, Traudi († 1974), deutsche Schauspielerin, Sängerin und Tänzerin
- Harpring, Matt (* 1976), US-amerikanischer Basketballspieler

### Harpu
- Harpur, Ben (* 1995), kanadischer Eishockeyspieler
- Harpur, Charles (1813–1868), australischer Dichter

### Harpv
- Harpviken, Kristian Berg (* 1961), norwegischer Soziologe